# Мечта самоубийцы
Мечта́ самоуби́йцы — четвёртый студийный альбом группы Телевизор.

## История записи
В 1989 году альбом «Отчуждение», который должен был стать третьим в дискографии группы, так и не был выпущен из-за разногласий музыкантов с продюсером Александром Шульгиным (альбом вышел только через 25 лет).
В 1990 году «Телевизор» приступил к записи нового альбома. Имея негативный опыт, на этот раз музыканты решили обойтись без стороннего продюсирования. Более того в ходе гастролей 1989—1990 годов «Телевизор» сумел заработать денег на открытие собственной звукозаписывающей студии, на которой и писался альбом «Мечта самоубийцы». В 1990 году он был записан и в октябре 1991 года выпущен звукозаписывающей компанией «Орфей» на виниловой пластинке. В альбом вошло 8 композиций: семь новых и хит альбома «Отечество иллюзий» — песня «Твой папа — фашист». На песни «Завтра», «Унижение», «День Михаила» и «Мечта самоубийцы» были сняты клипы.
«Мечта самоубийцы» выполнен в ставшем уже визитной карточкой «Телевизора» стиле. По сравнению с предыдущими альбомами, критиками отмечаются ряд новых ступеней в развитии группы. Музыкальный стиль в ещё большей степени сместился в сторону психоделической электронной музыки. Тексты песен, не потеряв социально-политической актуальности, пронизаны безысходной тоской. В целом, «Мечта самоубийцы» считается самым мрачным и депрессивным альбомом в дискографии «Телевизора». Само название как нельзя более точно соответствует общему настроению альбома.
Однако, «Мечта самоубийцы», как и последующие альбомы группы, успеха не имел. В 1991 году политическая ситуация в стране менялась как в калейдоскопе, СССР был уже на грани развала, свобода слова стала нормой. Общественные приоритеты стали смещаться от демократических преобразований в социально-экономическую сферу, интерес к русскому року, как к авангарду гласности значительно снизился. В этих условиях «Телевизор», главным образом из-за позиции лидера группы Михаила Борзыкина, не пошёл на коммерциализацию своего творчества. Это, а также ряд других противоречий, накопившихся в отношениях между музыкантами, в итоге привело к распаду «классического» состава группы.
В 2002 году альбом был переиздан на CD компанией «Caravan Records». В 2012 году музыкальным издательством «ГЕОМЕТРИЯ» впервые выпущена полная авторская версия альбома: ранее некоторые композиции были короче, также отсутствовали вступление и послесловие. В бонусный DVD вошли четыре клипа на песни из альбома, два из которых ранее считались утраченными. Кроме того, бонус включает съемку концертного сета Телевизора на экологической акции «Рок чистой воды» и интервью группы голландскому телевидению, переведенное на русский язык Михаилом Борзыкиным специально для данного издания.

## Список композиций
| № | Песня              | Длительность |
| - | ------------------ | ------------ |
| 1 | Завтра             | 4:06         |
| 2 | Когда ты умрёшь    | 4:16         |
| 3 | Унижение           | 3:33         |
| 4 | День Михаила       | 5:05         |
| 5 | Мечта самоубийцы   | 4:19         |
| 6 | Твой папа — фашист | 4:03         |
| 7 | Без сахара         | 3:39         |
| 8 | Случайно           | 4:46         |

## Участники записи
- Михаил Борзыкин — вокал, программинг, автор музыки, текстов и аранжировок
- Максим Кузнецов — гитара
- Александр Беляев — гитара (в композициях «Завтра» и «Случайно»)
- Том Хаймс — гитара (в композиции «Случайно»)
- Игорь Бабанов — клавишные, бас-клавиатура
- Алексей Рацен — ударные
- Звукоинженеры — Андрей Макаров и Йелке Хаймс